# Gran Premio motociclistico d'Aragona 2025
Il Gran Premio motociclistico d'Aragona 2025 è stata l'ottava prova della stagione 2025 del Motomondiale. Le gare si sono corse domenica 8 giugno 2025 presso il circuito di Aragón; le vittorie nelle quattro classi sono andate a: Marc Márquez nella Sprint e nella gara della MotoGP, Deniz Öncü in Moto2, David Muñoz in Moto3.

## MotoGP

### Aspetti sportivi
Il collaudatore dell'Aprilia Racing Lorenzo Savadori sostituisce l'infortunato Jorge Martin per il team ufficiale.
Il collaudatore Augusto Fernández partecipa al weekend di gara sfruttando la seconda wild card stagione concessa alla Yamaha Racing.

### Prove
Marc Márquez inizia il fine settimana con la prima posizione nella prima sessione di prove libere del venerdì mattina, davanti di 970 millesimi al fratello Álex ed oltre un secondo davanti a Marco Bezzecchi. La coppia di fratelli spagnoli si conferma anche nella sessione di pre-qualifiche nelle prime due posizione seguiti da Maverick Viñales, mentre Francesco Bagnaia e Franco Morbidelli entrano nei primi dieci occupando le ultime due posizione disponibili all'accesso diretto in Q2. Marc Márquez si conferma il più veloce anche nella seconda ed ultima sessione di prove libere seguito da Pedro Acosta e Morbidelli, in terza posizione.

### Qualifiche
Nella prima fase delle qualifiche staccano pass per la fase successiva Fabio Di Giannantonio e Fabio Quartararo. In Q2 è Marc Márquez che conferma lo stato di forma conquistando la sua quinta pole stagionale, piazzandosi davanti per 260 millesimi ad Álex Márquez e a Franco Morbidelli che chiude la prima fila a 280 millesimi dalla prima posizione. Subito dietro Francesco Bagnaia in quarta posizione mentre Di Giannantonio chiude decimo. Di seguito i risultati delle qualifiche:
| Pos. | Nº | Pilota                | Squadra                      | Tempo     | Tempo    |
| Pos. | Nº | Pilota                | Squadra                      | Q1        | Q2       |
| ---- | -- | --------------------- | ---------------------------- | --------- | -------- |
| 1    | 93 | Marc Márquez          | Ducati Lenovo Team           | Già in Q2 | 1'45.704 |
| 2    | 73 | Álex Márquez          | BK8 Gresini Racing           | Già in Q2 | 1'45.964 |
| 3    | 21 | Franco Morbidelli     | Pertamina Enduro VR46 Racing | Già in Q2 | 1'45.984 |
| 4    | 63 | Francesco Bagnaia     | Ducati Lenovo Team           | Già in Q2 | 1'46.307 |
| 5    | 37 | Pedro Acosta          | Red Bull KTM Factory Racing  | Già in Q2 | 1'46.321 |
| 6    | 33 | Brad Binder           | Red Bull KTM Factory Racing  | Già in Q2 | 1'46.333 |
| 7    | 54 | Fermín Aldeguer       | BK8 Gresini Racing           | Già in Q2 | 1'46.360 |
| 8    | 12 | Maverick Viñales      | Red Bull KTM Tech3           | Già in Q2 | 1'46.434 |
| 9    | 20 | Fabio Quartararo      | Monster Energy Yamaha        | 1'46.631  | 1'46.441 |
| 10   | 49 | Fabio Di Giannantonio | Pertamina Enduro VR46 Racing | 1'46.610  | 1'46.703 |
| 11   | 36 | Joan Mir              | Honda HRC Castrol            | Già in Q2 | 1'46.773 |
| 12   | 5  | Johann Zarco          | Castrol Honda LCR            | Già in Q2 | 1'46.775 |
| 13   | 25 | Raúl Fernández        | Trackhouse Racing            | 1'46.711  | N.D.     |
| 14   | 43 | Jack Miller           | Prima Pramac Racing Yamaha   | 1'46.737  | N.D.     |
| 15   | 42 | Álex Rins             | Monster Energy Yamaha        | 1'46.764  | N.D.     |
| 16   | 88 | Miguel Oliveira       | Prima Pramac Racing Yamaha   | 1'47.394  | N.D.     |
| 17   | 23 | Enea Bastianini       | Red Bull KTM Tech3           | 1'47.453  | N.D.     |
| 18   | 7  | Augusto Fernández     | Monster Energy Yamaha        | 1'47.474  | N.D.     |
| 19   | 32 | Lorenzo Savadori      | Aprilia Racing               | 1'47.620  | N.D.     |
| 20   | 72 | Marco Bezzecchi       | Aprilia Racing               | 1'47.684  | N.D.     |
| 21   | 35 | Somkiat Chantra       | Castrol Honda LCR            | 1'48.284  | N.D.     |

### Sprint
Torna alla vittoria Marc Márquez nella Sprint del sabato pomeriggio dominando davanti al fratello Álex Márquez che chiude secondo seguito dal compagno di squadra Fermín Aldeguer, completando un podio tutto spagnolo. Quarta posizione per Franco Morbidelli seguito a ruota da Pedro Acosta e dal compagno di box Fabio Di Giannantonio. Settima posizione per Maverick Viñales davanti a Marco Bezzecchi, dopo essere partito ventesimo, mentre chiude nono Brad Binder, per la seconda volta a punti al sabato. Di seguito i risultati della gara Sprint:

#### Arrivati al traguardo
| Pos | Nº | Pilota                | Squadra                      | Motocicletta       | Giri | Tempo     | Griglia | Punti |
| --- | -- | --------------------- | ---------------------------- | ------------------ | ---- | --------- | ------- | ----- |
| 1°  | 93 | Marc Márquez          | Ducati Lenovo Team           | Ducati Desmosedici | 11   | 19'43"026 | 1º      | 9     |
| 2°  | 73 | Álex Márquez          | BK8 Gresini Racing           | Ducati Desmosedici | 11   | +2.080    | 2º      | 12    |
| 3°  | 54 | Fermín Aldeguer       | BK8 Gresini Racing           | Ducati Desmosedici | 11   | +4.630    | 7º      | 7     |
| 4°  | 21 | Franco Morbidelli     | Pertamina Enduro VR46 Racing | Ducati Desmosedici | 11   | +5.944    | 3º      | 6     |
| 5°  | 37 | Pedro Acosta          | Red Bull KTM Factory Racing  | KTM RC16           | 11   | +6.095    | 5º      | 5     |
| 6°  | 49 | Fabio Di Giannantonio | Pertamina Enduro VR46 Racing | Ducati Desmosedici | 11   | +6.379    | 10º     | 4     |
| 7°  | 12 | Maverick Viñales      | Red Bull KTM Tech3           | KTM RC16           | 11   | +7.213    | 8º      | 3     |
| 8°  | 72 | Marco Bezzecchi       | Aprilia Racing               | Aprilia RS-GP      | 11   | +8.343    | 20º     | 2     |
| 9°  | 33 | Brad Binder           | Red Bull KTM Factory Racing  | KTM RC16           | 11   | +9.982    | 6º      | 1     |
| 10° | 25 | Raúl Fernández        | Trackhouse Racing            | Aprilia RS-GP      | 11   | +11.427   | 13º     |       |
| 11° | 20 | Fabio Quartararo      | Monster Energy Yamaha        | Yamaha YZR-M1      | 11   | +13.331   | 9º      |       |
| 12° | 63 | Francesco Bagnaia     | Ducati Lenovo Team           | Ducati Desmosedici | 11   | +14.017   | 4º      |       |
| 13° | 43 | Jack Miller           | Prima Pramac Racing Yamaha   | Yamaha YZR-M1      | 11   | +16.494   | 14º     |       |
| 14° | 42 | Álex Rins             | Monster Energy Yamaha        | Yamaha YZR-M1      | 11   | +17.202   | 15º     |       |
| 15° | 88 | Miguel Oliveira       | Prima Pramac Racing Yamaha   | Yamaha YZR-M1      | 11   | +18.287   | 16º     |       |
| 16° | 5  | Johann Zarco          | Castrol Honda LCR            | Honda RC213V       | 11   | +19.284   | 12º     |       |
| 17° | 23 | Enea Bastianini       | Red Bull KTM Tech3           | KTM RC16           | 11   | +19.841   | 17º     |       |
| 18° | 32 | Lorenzo Savadori      | Aprilia Racing               | Aprilia RS-GP      | 11   | +23.763   | 19º     |       |
| 19° | 35 | Somkiat Chantra       | Castrol Honda LCR            | Honda RC213V       | 11   | +31.069   | 21º     |       |

#### Ritirati
| Nº | Pilota            | Squadra               | Motocicletta  | Giri | Griglia |
| -- | ----------------- | --------------------- | ------------- | ---- | ------- |
| 7  | Augusto Fernández | Monster Energy Yamaha | Yamaha YZR-M1 | 8    | 18º     |
| 36 | Joan Mir          | Honda HRC Castrol     | Honda RC213V  | 2    | 11º     |

### Gara
Quarta affermazione stagionale per Marc Márquez che conquista la sua ottava vittoria su questo circuito seguito dal fratello Álex Márquez a completare la quarta doppietta stagionale, mentre Francesco Bagnaia chiude il podio in terza posizione. Quarta posizione per Pedro Acosta che eguaglia il suo miglior risultato stagionale. Arriva quinto Franco Morbidelli precedendo Fermín Aldeguer, seguiti da Joan Mir che taglia il traguardo settimo andando a cogliere il suo miglior risultato stagionale. Ottava posizione in rimonta per Marco Bezzecchi davanti al connazionale Fabio Di Giannantonio. Decima posizione per Raúl Fernández riuscendo a stare davanti ad Álex Rins. Dodicesimo Enea Bastianini seguito da Augusto Fernández, qui in gara come wildcard, mentre la coppia Pramac Racing formata da Jack Miller e Miguel Oliveira chiude la zona punti. Di seguito i risultati della gara: 

#### Arrivati al traguardo
| Pos | Nº | Pilota                | Squadra                      | Motocicletta       | Giri | Tempo     | Griglia | Punti |
| --- | -- | --------------------- | ---------------------------- | ------------------ | ---- | --------- | ------- | ----- |
| 1°  | 93 | Marc Márquez          | Ducati Lenovo Team           | Ducati Desmosedici | 23   | 41'11"195 | 1º      | 25    |
| 2°  | 73 | Álex Márquez          | BK8 Gresini Racing           | Ducati Desmosedici | 23   | +1.107    | 2º      | 20    |
| 3°  | 63 | Francesco Bagnaia     | Ducati Lenovo Team           | Ducati Desmosedici | 23   | +2.029    | 4º      | 16    |
| 4°  | 37 | Pedro Acosta          | Red Bull KTM Factory Racing  | KTM RC16           | 23   | +7.657    | 5º      | 13    |
| 5°  | 21 | Franco Morbidelli     | Pertamina Enduro VR46 Racing | Ducati Desmosedici | 23   | +10.363   | 3º      | 11    |
| 6°  | 54 | Fermín Aldeguer       | BK8 Gresini Racing           | Ducati Desmosedici | 23   | +11.889   | 7º      | 10    |
| 7°  | 36 | Joan Mir              | Honda HRC Castrol            | Honda RC213V       | 23   | +14.938   | 11º     | 9     |
| 8°  | 72 | Marco Bezzecchi       | Aprilia Racing               | Aprilia RS-GP      | 23   | +16.022   | 20º     | 8     |
| 9°  | 49 | Fabio Di Giannantonio | Pertamina Enduro VR46 Racing | Ducati Desmosedici | 23   | +18.321   | 10º     | 7     |
| 10° | 25 | Raúl Fernández        | Trackhouse Racing            | Aprilia RS-GP      | 23   | +19.190   | 13º     | 6     |
| 11° | 42 | Álex Rins             | Monster Energy Yamaha        | Yamaha YZR-M1      | 23   | +19.646   | 15º     | 5     |
| 12° | 23 | Enea Bastianini       | Red Bull KTM Tech3           | KTM RC16           | 23   | +24.624   | 17º     | 4     |
| 13° | 7  | Augusto Fernández     | Monster Energy Yamaha        | Yamaha YZR-M1      | 23   | +25.986   | 18º     | 3     |
| 14° | 43 | Jack Miller           | Prima Pramac Racing Yamaha   | Yamaha YZR-M1      | 23   | +26.761   | 14º     | 2     |
| 15° | 88 | Miguel Oliveira       | Prima Pramac Racing Yamaha   | Yamaha YZR-M1      | 23   | +27.122   | 16º     | 1     |
| 16° | 35 | Somkiat Chantra       | Castrol Honda LCR            | Honda RC213V       | 23   | +37.177   | 21º     |       |
| 17° | 32 | Lorenzo Savadori      | Aprilia Racing               | Aprilia RS-GP      | 23   | +43.588   | 19º     |       |
| 18° | 12 | Maverick Viñales      | Red Bull KTM Tech3           | KTM RC16           | 23   | +86.319   | 8º      |       |

#### Ritirati
| Nº | Pilota           | Squadra                     | Motocicletta  | Giri | Griglia |
| -- | ---------------- | --------------------------- | ------------- | ---- | ------- |
| 20 | Fabio Quartararo | Monster Energy Yamaha       | Yamaha YZR-M1 | 12   | 9º      |
| 33 | Brad Binder      | Red Bull KTM Factory Racing | KTM RC16      | 11   | 6º      |
| 5  | Johann Zarco     | Castrol Honda LCR           | Honda RC213V  | 8    | 12º     |

## Moto2

### Prove
Inizia bene il fine settimana di Deniz Öncü che si posiziona primo nelle prove libere del venerdì mattina davanti per 29 millesimi a Manuel González e per 39 millesimi a David Alonso. Lo spagnolo chiude in prima posizione la sessione di pre-qualifiche mettendosi alle sue spalle Diogo Moreira ed Öncü, mentre nessun italiano accede direttamente al Q2. Il turco conferma il suo buon stato di forma comandando anche la seconda ed ultima sessione di prove libere seguito da Moreira.

### Qualifiche
Dalla Q1 passano nell'ordine: Alonso López, Izan Guevara, Tony Arbolino e Filip Salač. Nel Q2 la pole position va per la prima volta da quando è in questa categoria a Diogo Moreira davanti per 222 millesimi a Barry Baltus con Deniz Öncü a completare la prima fila, distante di 226 millesimi. Arbolino chiudono undicesimo; di seguito i risultati dei primi cinque classificati: 
| Pos | Nº | Pilota         | Team                      | Tempo    |
| --- | -- | -------------- | ------------------------- | -------- |
| 1   | 10 | Diogo Moreira  | Italtrans Racing          | 1'49'940 |
| 2   | 7  | Barry Baltus   | Fantic Racing Lino Sonego | 1'50.162 |
| 3   | 53 | Deniz Öncü     | Red Bull KTM Ajo          | 1'50.166 |
| 4   | 44 | Arón Canet     | Fantic Racing Lino Sonego | 1'50.220 |
| 5   | 27 | Daniel Holgado | CFMoto Inde Aspar Team    | 1'50.407 |

### Gara
Prima vittoria in Moto2 per Deniz Öncü che da vita negli ultimi giri ad un acceso duello con Diogo Moreira riuscendo a sorpassarlo sul rettilineo finale ed andando a vincere per soli tre millesimi, minor distacco nella storia della categoria tra il primo ed il secondo. Terzo posto per Barry Baltus che sale per la terza volta in stagione sul podio. Quarta posizione per Senna Agius seguito da Filip Salač, al miglior risultato stagionale, davanti ad Arón Canet. Settima posizione per Joe Roberts, in netto miglioramento dopo un inizio di stagione complicato, seguito dal compagno di squadra Marcos Ramírez e da Manuel González, nono. Decima posizione per Alonso López che precede il connazionale Albert Arenas. Tredicesimo posto per Jake Dixon mentre Iván Ortolá è quattordicesimo davanti a Daniel Muñoz, al primo punto nel Motomondiale. Di seguito i risultati della gara:

#### Arrivati al traguardo
| Pos | Nº | Pilota                  | Squadra                       | Motocicletta | Giri | Tempo     | Griglia | Punti |
| --- | -- | ----------------------- | ----------------------------- | ------------ | ---- | --------- | ------- | ----- |
| 1°  | 53 | Deniz Öncü              | Red Bull KTM Ajo              | Kalex        | 19   | 35'26"390 | 3º      | 25    |
| 2°  | 10 | Diogo Moreira           | Italtrans Racing              | Kalex        | 19   | +0.003    | 1º      | 20    |
| 3°  | 7  | Barry Baltus            | Fantic Racing Lino Sonego     | Kalex        | 19   | +1.949    | 2º      | 16    |
| 4°  | 81 | Senna Agius             | Liqui Moly Dynavolt Intact GP | Kalex        | 19   | +5.196    | 13º     | 13    |
| 5°  | 12 | Filip Salač             | Elf Marc VDS Racing           | B-25         | 19   | +5.926    | 7º      | 11    |
| 6°  | 44 | Arón Canet              | Fantic Racing Lino Sonego     | Kalex        | 19   | +6.275    | 4º      | 10    |
| 7°  | 16 | Joe Roberts             | OnlyFans American Racing Team | Kalex        | 19   | +9.192    | 9º      | 9     |
| 8°  | 24 | Marcos Ramírez          | OnlyFans American Racing Team | Kalex        | 19   | +9.252    | 15º     | 8     |
| 9°  | 18 | Manuel González         | Liqui Moly Dynavolt Intact GP | Kalex        | 19   | +9.296    | 6º      | 7     |
| 10° | 21 | Alonso López            | Folladore SpeedRS Team        | B-25         | 19   | +12.144   | 10º     | 6     |
| 11° | 28 | Izan Guevara            | BLU CRU Pramac Yamaha Moto2   | B-25         | 19   | +14.601   | 13º     | 5     |
| 12° | 75 | Albert Arenas           | Italjet Gresini Moto2         | Kalex        | 19   | +15.422   | 12º     | 4     |
| 13° | 96 | Jake Dixon              | Elf Marc VDS Racing           | B-25         | 19   | +15.601   | 14º     | 3     |
| 14° | 4  | Iván Ortolá             | QJ Motor - Frinsa - MSi       | B-25         | 19   | +17.549   | 20º     | 2     |
| 15° | 21 | Daniel Muñoz            | Red Bull KTM Ajo              | Kalex        | 19   | +17.601   | 15º     | 1     |
| 16° | 84 | Zonta van den Goorbergh | RW-Idrofoglia Racing GP       | Kalex        | 19   | +18.658   | 8º      |       |
| 17° | 14 | Tony Arbolino           | BLU CRU Pramac Yamaha Moto2   | B-25         | 19   | +19.376   | 11º     |       |
| 18° | 13 | Celestino Vietti        | Folladore SpeedRS Team        | B-25         | 19   | +24.741   | 19º     |       |
| 19° | 99 | Adrián Huertas          | Italtrans Racing              | Kalex        | 19   | +24.854   | 24º     |       |
| 20° | 3  | Sergio García           | QJ Motor - Frinsa - MSi       | B-25         | 19   | +26.598   | 23º     |       |
| 21° | 11 | Álex Escrig             | Klint Forward Factory Team    | Forward      | 19   | +32.757   | 22º     |       |
| 22° | 92 | Yūki Kunii              | Idemitsu Honda Team Asia      | Kalex        | 19   | +36.701   | 25º     |       |
| 23° | 9  | Jorge Navarro           | Klint Forward Factory Team    | Forward      | 19   | +42.372   | 28º     |       |
| 24° | 41 | Nakarin Atiratphuvapat  | Idemitsu Honda Team Asia      | Kalex        | 19   | +102.053  | 27º     |       |

#### Ritirati
| Nº | Pilota         | Squadra                | Motocicletta | Giri | Griglia |
| -- | -------------- | ---------------------- | ------------ | ---- | ------- |
| 71 | Ayumu Sasaki   | RW-Idrofoglia Racing   | Kalex        | 13   | 21º     |
| 15 | Darryn Binder  | Italjet Gresini Moto2  | Kalex        | 5    | 26º     |
| 27 | Daniel Holgado | CFMoto Inde Aspar Team | Kalex        | 0    | 5º      |
| 80 | David Alonso   | CFMoto Inde Aspar Team | Kalex        | 0    | 6º      |

## Moto3

### Prove
Prima posizione per José Antonio Rueda nelle prime prove libere del venerdì mattina davanti per 925 millesimi a Guido Pini, ad oltre un secondo, terzo è David Almansa. Lo spagnolo si conferma il più veloce anche nella sessione di pre-qualifiche del pomeriggio siglando il primo tempo seguito da David Muñoz, a 78 millesimi, e Almansa a tre decimi. Nella seconda ed ultima sessione di prove libere è Almansa a far segnare il miglior tempo precedendo di 127 millesimi Máximo Quiles e 157 millesimi Luca Lunetta.

### Qualifiche
In Q1 si qualificano per la fase successiva: Máximo Quiles, Ryūsei Yamanaka, Taiyō Furusato e Vicente Pérez. In Q2 la pole position per la seconda volta consecutiva, la terza in stagione, a José Antonio Rueda per soli 26 millesimi davanti a Luca Lunetta e 144 millesimi davanti al connazionale Máximo Quiles a completare le prime tre posizioni. Sedicesima posizione per Nicola Carraro; di seguito i risultati dei primi cinque classificati:
| Pos | Nº | Pilota             | Team                   | Tempo    |
| --- | -- | ------------------ | ---------------------- | -------- |
| 1   | 99 | José Antonio Rueda | Red Bull KTM Ajo       | 1'56.361 |
| 2   | 58 | Luca Lunetta       | SIC58 Squadra Corse    | 1'56.387 |
| 3   | 28 | Máximo Quiles      | CFMoto Viel Aspar Team | 1'56.505 |
| 4   | 83 | Álvaro Carpe       | Red Bull KTM Ajo       | 1'56.763 |
| 5   | 72 | Taiyō Furusato     | Honda Team Asia        | 1'56.868 |

### Gara
Prima vittoria in carriera nel Motomondiale per David Muñoz che riesce ad avere la meglio per 50 millesimi su Máximo Quiles, al secondo podio consecutivo, mentre Álvaro Carpe torna sul podio chiudendo in terza posizione. Miglior risultato in carriera anche per David Almansa che chiude quarto, ai piedi del podio, seguito da Luca Lunetta migliore degli italiani in quinta ed Ángel Piqueras in sesta posizione. Settima posizione per Joel Kelso davanti ad José Antonio Rueda, ottavo dopo essere partito dalla prima posizione. Nono posto per Ryūsei Yamanaka seguito da Cormac Buchanan che eguaglia il suo miglior risultato. Undicesimo posto per Taiyō Furusato davanti a Scott Ogden e Valentín Perrone. Quattordicesimo per Ruché Moodley mentre Dennis Foggia chiude la zona punti. Di seguito i risultati della gara:

#### Arrivati al traguardo
| Pos | Nº | Pilota             | Squadra                       | Motocicletta  | Giri | Tempo     | Griglia | Punti |
| --- | -- | ------------------ | ----------------------------- | ------------- | ---- | --------- | ------- | ----- |
| 1°  | 64 | David Muñoz        | Liqui Moly Dynavolt Intact GP | KTM RC 250 GP | 17   | 33'33"745 | 9º      | 25    |
| 2°  | 28 | Máximo Quiles      | CFMoto Viel Aspar Team        | KTM RC 250 GP | 17   | +0.050    | 3º      | 20    |
| 3°  | 83 | Álvaro Carpe       | Red Bull KTM Ajo              | KTM RC 250 GP | 17   | +0.381    | 5º      | 16    |
| 4°  | 22 | David Almansa      | Leopard Racing                | Honda NSF250R | 17   | +0.459    | 7º      | 13    |
| 5°  | 58 | Luca Lunetta       | SIC58 Squadra Corse           | Honda NSF250R | 17   | +0.636    | 2º      | 11    |
| 6°  | 36 | Ángel Piqueras     | Frinsa - MT Helmets - MSi     | KTM RC 250 GP | 17   | +0.690    | 10º     | 10    |
| 7°  | 66 | Joel Kelso         | LevelUp - MTA                 | KTM RC 250 GP | 17   | +0.739    | 8º      | 9     |
| 8°  | 99 | José Antonio Rueda | Red Bull KTM Ajo              | KTM RC 250 GP | 17   | +0.860    | 1º      | 8     |
| 9°  | 6  | Ryūsei Yamanaka    | Frinsa - MT Helmets - MSi     | KTM RC 250 GP | 17   | +1.160    | 12º     | 7     |
| 10° | 14 | Cormac Buchanan    | Denssi Racing - BOE           | KTM RC 250 GP | 17   | +1.729    | 13º     | 6     |
| 11° | 72 | Taiyō Furusato     | Honda Team Asia               | Honda NSF250R | 17   | +3.639    | 5º      | 4     |
| 12° | 19 | Scott Ogden        | CIP Green Power               | KTM RC 250 GP | 17   | +6.517    | 11º     | 5     |
| 13° | 73 | Valentín Perrone   | Red Bull KTM Tech3            | KTM RC 250 GP | 17   | +6.581    | 15º     | 3     |
| 14° | 21 | Ruche Moodley      | Denssi Racing - BOE           | KTM RC 250 GP | 17   | +7.253    | 14º     | 2     |
| 15° | 71 | Dennis Foggia      | CFMoto Viel Aspar Team        | KTM RC 250 GP | 17   | +15.459   | 18º     | 1     |
| 16° | 55 | Noah Dettwiler     | CIP Green Power               | KTM RC 250 GP | 17   | +22.739   | 24º     |       |
| 17° | 10 | Nicola Carraro     | Rivacold Snipers Team         | Honda NSF250R | 17   | +22.860   | 16º     |       |
| 18° | 54 | Riccardo Rossi     | Rivacold Snipers Team         | Honda NSF250R | 17   | +23.415   | 22º     |       |
| 19° | 94 | Guido Pini         | Liqui Moly Dynavolt Intact GP | KTM RC 250 GP | 17   | +23.531   | 20º     |       |
| 20° | 5  | Tatchakorn Buasri  | Honda Team Asia               | KTM RC 250 GP | 17   | +26.687   | 21º     |       |
| 21° | 8  | Eddie O'Shea       | GRYD - MLav Racing            | Honda NSF250R | 17   | +29.640   | 23º     |       |
| 22° | 32 | Vicente Pérez      | LevelUp - MTA                 | KTM RC 250 GP | 17   | +48.777   | 17º     |       |
| 23° | 89 | Marcos Uriarte     | GRYD - MLav Racing            | Honda NSF250R | 16   | +1 giro   | 25º     |       |

#### Non classificati
| Nº | Pilota       | Squadra             | Motocicletta  | Giri | Griglia |
| -- | ------------ | ------------------- | ------------- | ---- | ------- |
| 82 | Stefano Nepa | SIC58 Squadra Corse | Honda NSF250R | 12   | 19º     |

#### Ritirati
| Nº | Pilota          | Squadra            | Motocicletta  | Giri | Griglia |
| -- | --------------- | ------------------ | ------------- | ---- | ------- |
| 12 | Jacob Roulstone | Red Bull KTM Tech3 | KTM RC 250 GP | 7    | 6º      |